# Redare
En redare är en person som är "herre över driften av ett fartyg". Ett flertal mycket viktiga rättsbegrepp är kopplade till redarstatusen i bland annat Sjölagen. Vilken typ av fartyg som disponeras över saknar i princip betydelse för att en person kallas för redare; det kan vara fråga om såväl ett oceangående fraktfartyg som en privat segelbåt. Företag som bedriver handelsjöfart kallas rederi. I sjölagen delas rederierna upp i rederi och partrederi där två eller flera personer avtalar om att bedriva handelssjöfart med eget fartyg.
I dagligt tal är redare ofta synonymt med den sakrättsliga ägaren av fartyget. Ur en juridisk synvinkel är detta dock inte fallet; en redare kan äga fartyg men han kan även hyra det, det vill säga befrakta ett fartyg (befraktning). För att en person som genom ett certeparti befraktat ett fartyg skall få status som redare krävs att en viss nivå av "självständighet" från ägaren har uppnåtts. Så är fallet till exempel om fartyget befraktas på ett bare boat-certeparti, där befraktaren hyr fartyget utan besättning. Begreppet redare bör inte tas för synonymt med det engelska begreppet "ship-owner" (fartygsägare). I engelskan existerar begreppet redare nämligen inte som ett självständigt begrepp; "ship-owner" hänför till den sakrättsliga ägaren av fartyget medan till exempel en bare boat-befraktare benämns "bare boat charterer", även om de rättsliga funktionerna är de samma. Redare skall heller inte förväxlas med det juridiska begreppet "transportör"; redare syftar på driften av själva fartyget medan transportör syftar på transport av gods. Redare är heller inte synonymt med transportör även om redaren och transportören kan vara samma person.
Exempel: En ägare av ett fartyg låter fartyget befraktas på ett tidscerteparti (tidsbefraktning). Ägaren behåller således sin status som redare. Befraktaren ingår ett transportavtal med en tredje person för transport av styckegods från Hongkong till Rotterdam. Under resan kolliderar fartyget med ett annat fartyg. Ägaren/redaren är då den som kan hållas för ansvarig även om transportören/befraktaren bestämt var och när fartyget skall lasta och lossa. Skulle godset sedan komma fram till Rotterdam i skadat skick är det transportören/befraktaren, inte redaren/ägaren som är ansvarig i förhållande till transportkunden. 

## Kända redare
- Dan Broström
- Dan-Axel Broström
- Carl Gustav Thulin
- A.P. Møller
- Sten A. Olsson
- Aristoteles Onassis